# アンティグア・バーブーダの在外公館の一覧

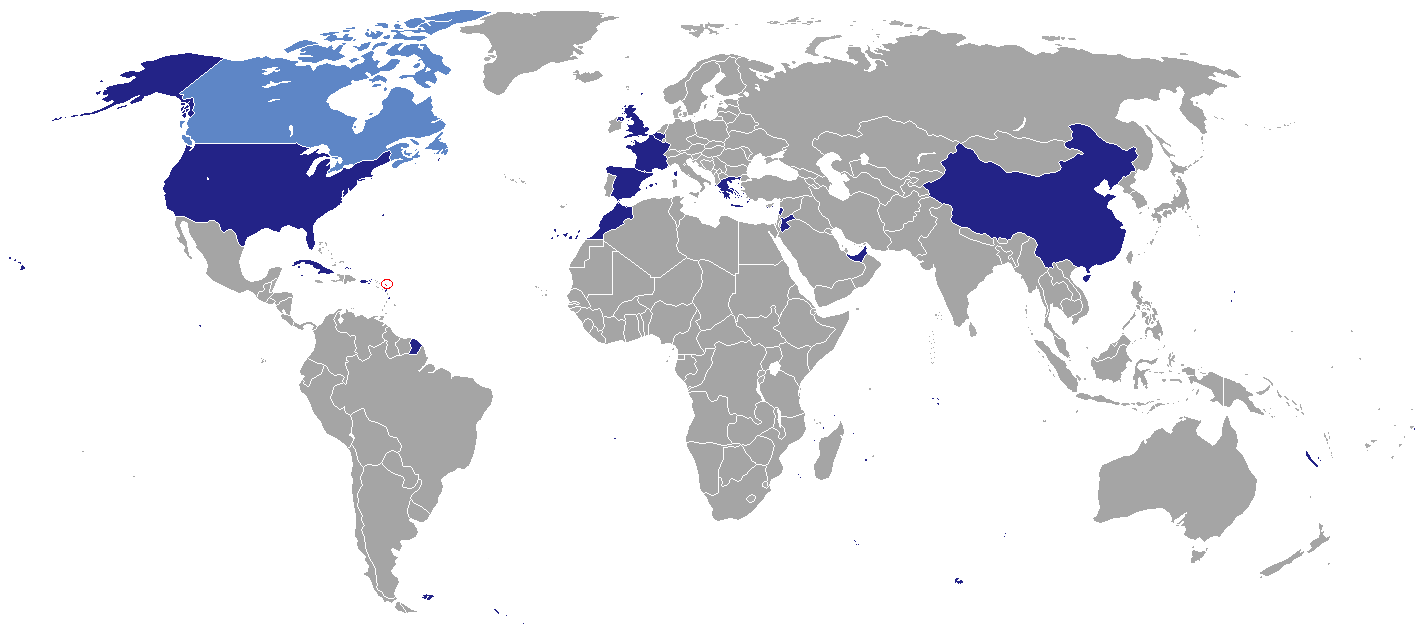
アンティグア・バーブーダの在外公館が設置されている国

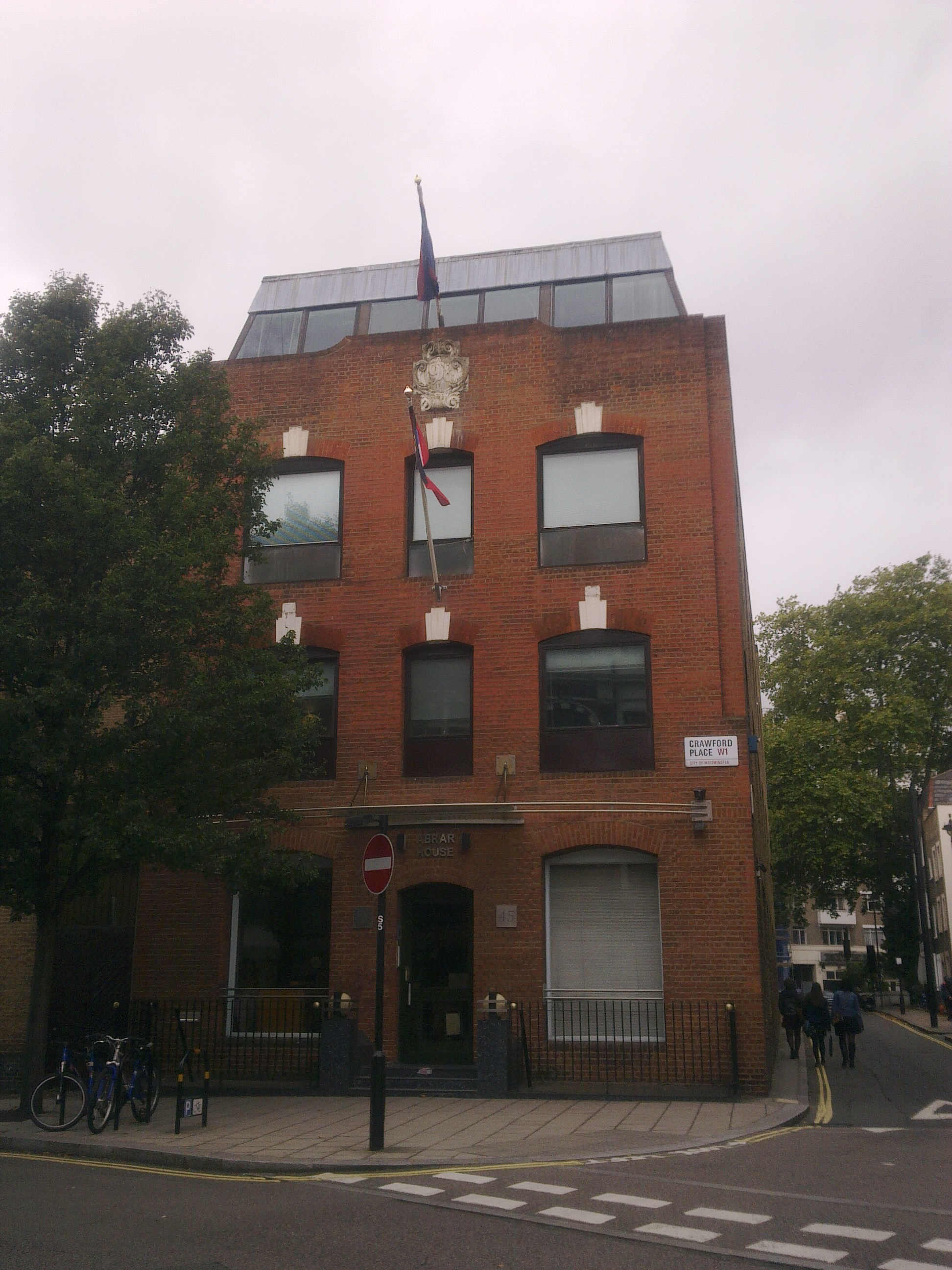
在英国高等弁務官事務所

アンティグア・バーブーダの在外公館の一覧では、アンティグア・バーブーダが派遣している在外公館（外交使節団）を挙げる。

## アジア
- レバノン
  - 在レバノン大使館（ベイルート）

## アメリカ
- アメリカ合衆国
  - 在アメリカ合衆国大使館（ワシントンD.C.）
  - 在ニューヨーク総領事館
  - 在マイアミ総領事館
- カナダ
  - 在トロント総領事館
- キューバ
  - 在キューバ大使館（ハバナ）

## ヨーロッパ
- イギリス
  - 在英国高等弁務官事務所（ロンドン）
- ギリシャ
  - 在ギリシャ大使館（アテネ）
- スペイン
  - 在スペイン大使館（マドリード）

## 国際機関代表部
- 国際連合代表部（ニューヨーク）
- 米州機構代表部（ワシントンD.C.）